# Great Western Railway (2015)
Great Western Railway Ltd ist eine britische Eisenbahngesellschaft der First Group und betreibt Eisenbahnlinien von London in den Westen Englands und nach Wales. Hauptstrecke ist die Great Western Main Line.
Das Unternehmen entstand 1996 im Rahmen der schrittweisen Privatisierung von British Rail. Die Konzession ging nicht an eine bereits bestehende Privatbahngesellschaft, sondern wurde mittels eines Management-Buy-outs erworben. Das Unternehmen erhielt den Namen Great Western Trains. Der Name leitet sich von der Great Western Railway ab, die bis zur Verstaatlichung im Jahr 1948 eine der vier großen Privatbahngesellschaften Großbritanniens war und ein ähnliches, aber etwas größeres Gebiet bediente.
1998 wurde Great Western Trains durch das Busunternehmen First Group erworben und erhielt den Namen First Great Western. Auf den 1. April 2006 hin wurden die Konzessionen von First Great Western, First Great Western Link und Wessex Trains zusammengelegt und neu ausgeschrieben. Neben der First Group bewarben sich auch die National Express Group und die Stagecoach Group. Im Dezember 2005 erhielt First Group den Zuschlag für weitere zehn Jahre. Am 20. September 2015 änderte das Unternehmen den Namen in Great Western Railway.

## Streckennetz

### InterCity
Great Western Railway betreibt InterCity-Züge, die vom Bahnhof London Paddington aus nach Cardiff und Swansea, nach Bristol, Exeter, Plymouth und Penzance sowie nach Cheltenham und Gloucester verkehren. Weitere wichtige Bahnhöfe sind Reading (hier halten sämtliche InterCity-Züge von Great Western Railway), Didcot, Swindon, Newport, Westbury und Taunton. Great Western Railway betreibt auch einige InterCity-Züge nach Oxford, Worcester und Hereford, an Wochenenden außerdem nach Paignton und Newquay.

### Vororts- und Regionalverkehr
Vom Londoner Bahnhof Paddington aus verkehren Great Western Railway-Vorortszüge nach Slough, Maidenhead, Reading, Didcot, Oxford, Newbury, Bedwyn, Hereford, Worcester und Banbury. Von Reading aus verkehren Vorortszüge nach Basingstoke sowie über Guildford und Dorking zum Flughafen Gatwick.
Vor dem 1. April 2006 war die Konzession für den Vorortsverkehr getrennt von der Konzession für den InterCity-Verkehr. Ursprünglich befand sich diese unter dem Markennamen Thames Trains im Besitz der GoAhead Group. Die First Group übernahm die Konzession Ende März 2004 und betrieb die Strecken bis Ende März 2006 unter der Bezeichnung First Great Western Link.
Die Great Western Railway ist auch für fast den gesamten Regionalverkehr in der Region South West England verantwortlich.

### Strecken
Hauptstrecken
- Great Western Main Line (London – Bristol – Exeter – Plymouth – Penzance)
- South Wales Main Line (Bristol – Cardiff – Swansea – West Wales)
- Wessex Main Line (Bristol – Bath – Salisbury – Southampton)
- West Coastway Line (Southampton – Portsmouth – Brighton)

Nebenstrecken
- Atlantic Coast Line (Par–Newquay)
- Avocet Line (Exeter–Exmouth)
- Golden Valley Line (Swindon–Gloucester)
- Heart of Wessex Line (Westbury–Weymouth)
- Looe Valley Line (Liskeard–Looe)
- Maritime Line (Truro–Falmouth)
- Riviera Line (Exeter–Paignton)
- Severn Beach Line (St. Erth–St. Ives)
- Tamar Valley Line (Plymouth–Gunnislake)
- Tarka Line (Exeter–Barnstaple)

## Betrieb

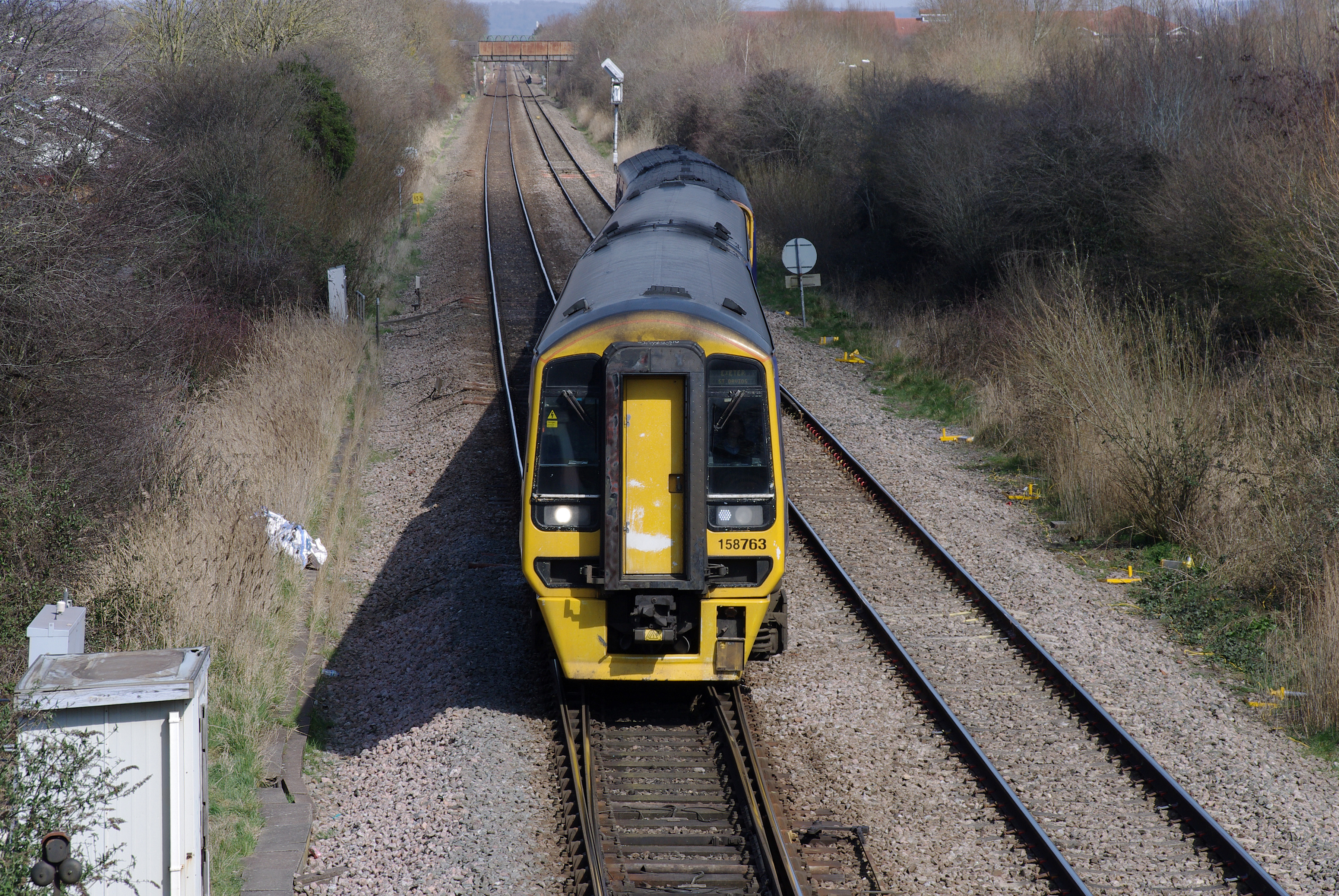
Dieseltriebwagen Class 158 „Express Sprinter“

Im Geschäftsjahr 2004/05 wurden 22,3 Millionen Fahrgäste auf dem Netz von First Great Western befördert. Es wurden insgesamt 2,718 Millionen Personenkilometer registriert, was einer durchschnittlichen Reiselänge von 121 Kilometern entspricht. 79,6 % aller Züge hatten weniger als 10 Minuten Verspätung. Dieser Wert ist selbst für britische Verhältnisse ein niedriger.
Die Great Western Railway besitzt drei Hauptbetriebswerkstätten: Old Oak Common (dreieinhalb Kilometer westlich von Paddington), Laira bei Plymouth und St Phillips Marsh beim Bahnhof Bristol Temple Meads. Weitere kleinere Betriebswerkstätten befinden sich in Penzance, Landore und Exeter.

## Rollmaterial

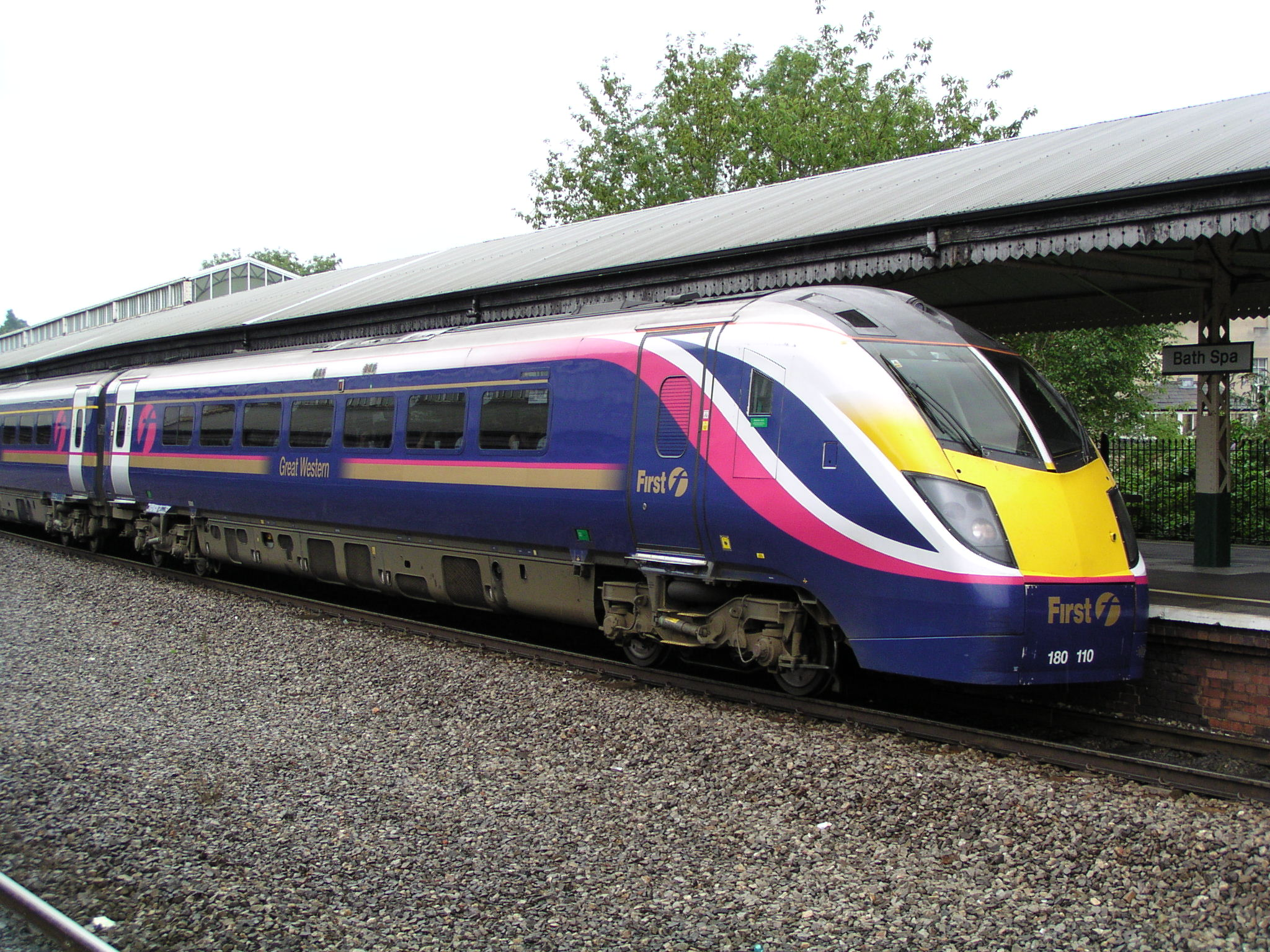
Dieseltriebwagen Class 180 in Bath

- High Speed Train – Hochgeschwindigkeitszug für Langdistanz-Schnellzüge; die HST-Züge von Great Western Railway wurden ab 2007 einem Redesign bei Bombardier in Derby unterzogen und sind nun mit neuen Sitzen von Grammer sowie Steckdosen ausgestattet
- BR-Klasse 57 – Lokomotiven für Schlafwagen- und Autoreisezüge
- BR-Klasse 143 – Schienenbusse für Vorortverkehr in Bristol
- BR-Klasse 150 – Dieseltriebwagen für Regionalverkehr
- BR-Klasse 153 – Dieseltriebwagen (vor allem für Verstärkerzüge)
- BR-Klasse 158 – Dieseltriebwagen für Regionalverkehr
- BR-Klasse 165 – Dieseltriebwagen für den Vorortsverkehr in London
- BR-Klasse 166 – Dieseltriebwagen auf längeren Vorortslinien von London aus
- BR-Klasse 180 – Adelante-Dieseltriebwagen für Schnellzüge
- Klasse 360 – Elektrotriebwagen für das Heathrow-Connect-Angebot (gemeinsamer Betrieb mit BAA plc)
- Electrostar – Triebzüge auf den elektrifizierten Abschnitten
- Intercity Express Train – Zweikraftzüge im Intercityverkehr

| Vorhandene Fahrzeuge        |      |                        |          |                 |        |
| Baureihe                    | Bild | Typ                    | V/max    | Personen- wagen | Anzahl |
| 43                          |      | Diesellokomotive       | 200 km/h |                 | 35     |
| Mark 3                      |      | Personenwagen          | 200 km/h | 63              |        |
| Mark 3                      |      |                        |          |                 |        |
| 57                          |      | Diesellokomotive       | 152 km/h |                 | 4      |
| Mark 3 Sleeper              |      | Personenwagen          | 177 km/h | 18              |        |
| 150/2 Sprinter              |      | Triebwagen (Diesel)    | 120 km/h | 2               | 19     |
| 158 Express Sprinter        |      | Triebwagen (Diesel)    | 145 km/h | 2               | 11     |
| 158 Express Sprinter        | 3    | Triebwagen (Diesel)    | 145 km/h | 7               |        |
| 165 Networker               |      | Triebwagen (Diesel)    | 145 km/h | 2               | 20     |
| 165 Networker               | 3    | Triebwagen (Diesel)    | 145 km/h | 16              |        |
| 165 Networker               |      |                        |          |                 |        |
| 166 Networker Turbo         |      | Triebwagen (Diesel)    | 145 km/h | 3               | 21     |
| 387 Electrostar             |      | Triebwagen (Elektro)   | 177 km/h | 4               | 42     |
| 800 Intercity Express Train |      | Triebwagen (Zweikraft) | 225 km/h | 5               | 36     |
| 800 Intercity Express Train | 9    | Triebwagen (Zweikraft) | 225 km/h | 21              |        |
| 802 Intercity Express Train |      | Triebwagen (Zweikraft) | 225 km/h | 5               | 22     |
| 802 Intercity Express Train | 9    | Triebwagen (Zweikraft) | 225 km/h | 14              |        |